# VR Bank Bamberg-Forchheim
Die  VR Bank Bamberg-Forchheim eG Volks-Raiffeisenbank mit Sitz in Bamberg ist eine deutsche Genossenschaftsbank in Bayern.

## Organisationsstruktur
Rechtsgrundlagen sind die Satzung der VR Bank Bamberg-Forchheim eG Volks-Raiffeisenbank und das Genossenschaftsgesetz. Die Organe der Genossenschaftsbank sind der Vorstand, der Aufsichtsrat und die Vertreterversammlung. Die VR Bank Bamberg-Forchheim eG Volks-Raiffeisenbank ist der amtlich anerkannten BVR Institutssicherung GmbH und der zusätzlichen freiwilligen Sicherungseinrichtung des Bundesverbandes der Deutschen Volksbanken und Raiffeisenbanken e. V. angeschlossen.

## Geschichte
Den Grundstein für die heutige VR Bank wurde am 13. Dezember 1904 durch 20 Forchheimer Kaufleute und Handwerker gelegt. Der Gewerbliche Creditverein eGmbH Forchheim wurde an diesem Tag gegründet. In den 1920er Jahren wird der Name in Volks-Bank Forchheim geändert. 1973 wurde eine Filiale in Ebermannstadt eröffnet.
1989 begann eine Welle von Fusionen. Es wurde mit den Raiffeisenbanken Eggolsheim, Hallerndorf, Burk-Buckenhofen, Forchheim-Reuth und Ebermannstadt-Gößmannsberg fusioniert.
2002 folgt die Fusion mit der Raiffeisenbank Pretzfeld und der Raiffeisenbank Gößweinstein-Obertrubach-Bieberbach.
Im Jahr 2019 fusionierte die Bank mit der VR Bank Bamberg eG Raiffeisen – Volksbank, im Jahr 2021 mit der Vereinigte Raiffeisenbanken Gräfenberg-Forchheim-Eschenau-Heroldsberg und im Jahr 2023 mit der  Raiffeisenbank Heroldsbach eG.